# Jean Ginsberg
Jean Ginsberg (ur. 20 kwietnia 1905 w Częstochowie, zm. 14 maja 1983 w Paryżu) – francuski architekt polsko-żydowskiego pochodzenia, działający głównie w rejonie Paryża i Monako od 1930 roku do śmierci.

## Życiorys
Jean Ginsberg urodził się 20 kwietnia 1905 roku w Częstochowie, był synem przemysłowca żydowskiego pochodzenia Karola Ginsberga.
Ginsberg rozpoczął studia na Wydziale Architektury Politechniki Warszawskiej, ale w 1924 roku przeniósł się do Paryża, gdzie rozpoczął edukację u Roberta Mallet-Stevensa na École spéciale d’architecture, później studiował pod kierunkiem Josepha Marrasta na École des beaux-arts. Po ukończeniu nauki przez kilka miesięcy pracował u Le Corbusiera, a następnie przez rok u André Lurçata. W 1930 roku otworzył własną pracownię.
W 1931 roku zrealizował swój pierwszy projekt w Paryżu, willę zbudowaną wspólnie z Bertholdem Lubetkinem. Do 1939 roku współpracował także z architektem niemieckiego pochodzenia, François Heepem.
W 1939 roku przyjął obywatelstwo francuskie. Po upadku Francji, ze względu na pochodzenie żydowskie, pracował na budowach.
Ginsberg starał się propagować ideały modernizmu, szkice swoich budynku publikował w prasie francuskiej i zagranicznej, dzięki czemu jego projekty były dobrze przyjmowane. Jego prace cieszyły się szczególną popularnością w latach 50. i 60. XX wieku. Zrealizował prawie 250 dużych projektów i 15 000 mniejszych, współpracował z Andre Ilyinskoe, Fayetonem Jeanem Georges Massém, Victorem Vasarelym i André Blokiem.
Pod koniec życia współpracował z Martinem Van Treeckiem i Pierre'em Vago przy rozbudowie izraelskiego miasta Aszdod.
Zmarł 14 maja 1983 roku w Paryżu.
Pozostawił po sobie archiwum, które od 1989 roku jest przechowywane we Francuskim Instytucie Architektury.

## Życie prywatne
Ożenił się w 1936 roku z Olgą de Krassilnikoff, ale w 1953 roku rozwiódł się i po roku poślubił May d’Ornhjelm. Z drugiego małżeństwa miał  dwie córki, Coranne i Christiane.

## Odznaczenia
Za swą służbę otrzymał odznaczenia:
- Kawaler Legii Honorowej (Francja)
- Oficer Narodowego Orderu Zasługi (Francja)
- Oficer Orderu Świętego Karola (Monako)
- Medal Miasta Paryża